# Viola Shelly Schantz

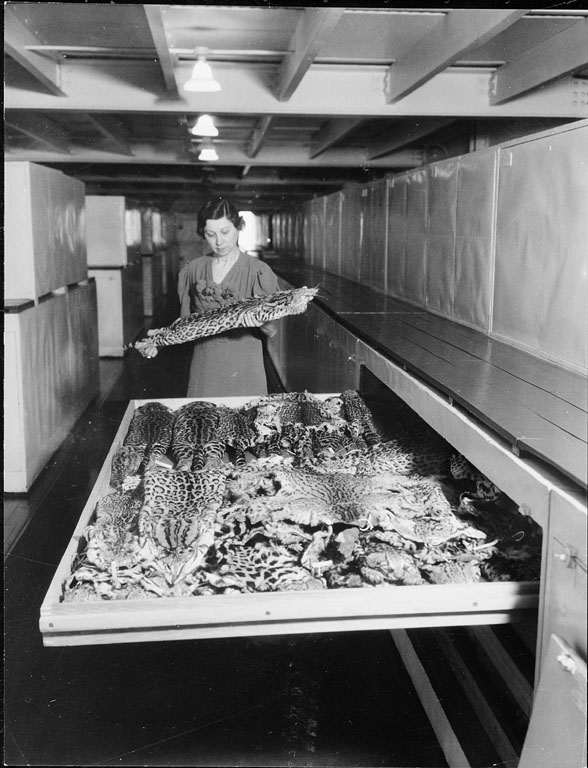
Viola Schantz mit Raubkatzenfellen im National Museum of Natural History

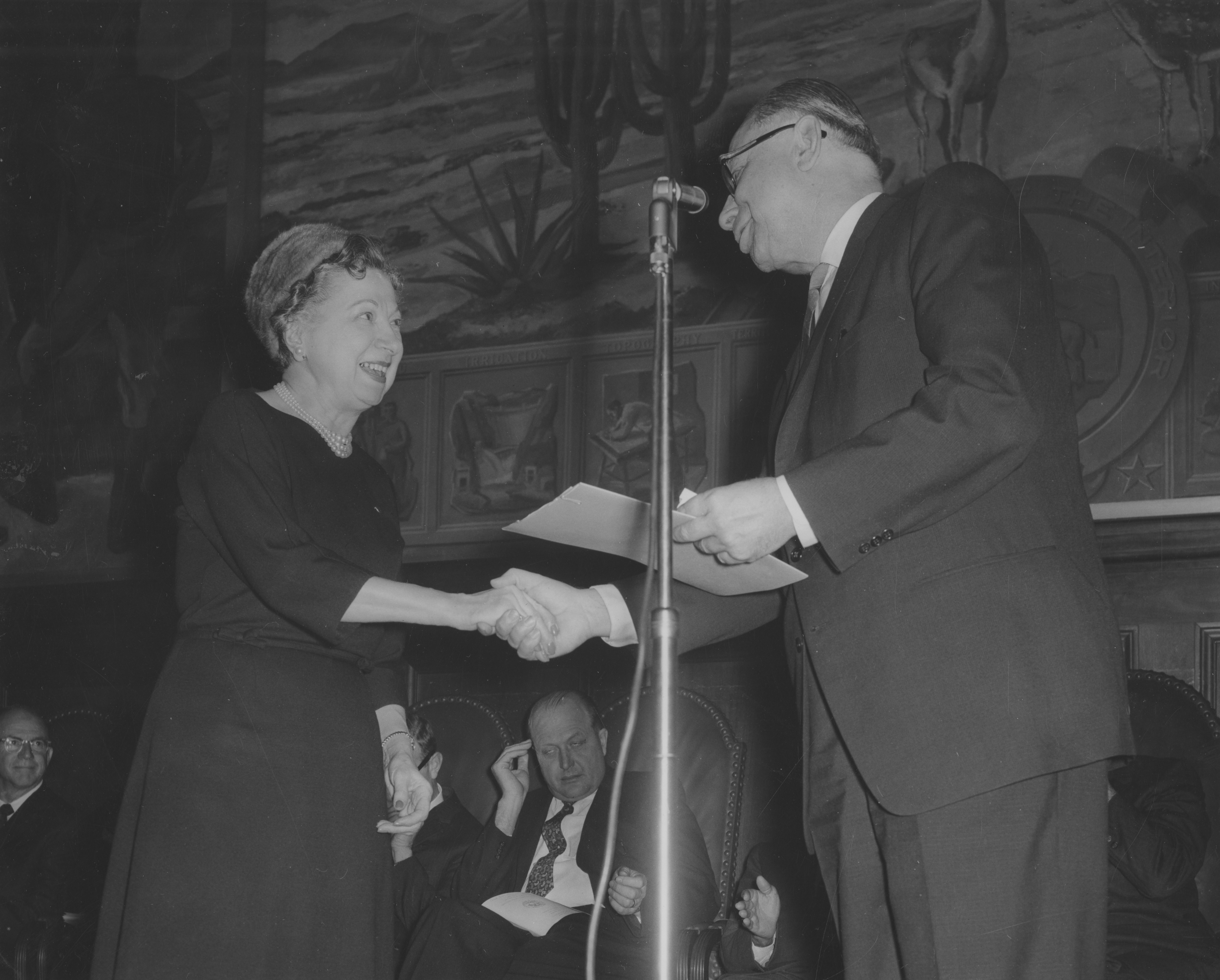
1962 wurde Viola Schantz durch den stellvertretenden US-Innenminister Frank P. Briggs für besondere Verdienste ausgezeichnet

Viola Shelly Schantz (* 20. Juni 1895 in Quakertown, Lehigh County, Pennsylvania; † 26. Mai 1977 in Washington, D.C.) war eine US-amerikanische Biologin und Mammalogin.

## Leben
Schantz war die Tochter von Johannes und Laura Schantz, geborene Smith Shelly. Ihre Vorfahren waren deutsche Einwanderer, die sich im 18. Jahrhundert in Pennsylvania niederließen. Von 1911 bis 1913 absolvierte Schantz das Perkiomem-Seminar und von 1915 bis 1921 das Muhlenburg College. Von 1913 bis 1918 war sie Schullehrerin. Von 1918 bis 1926 war sie als biologische Hilfskraft und von 1926 bis 1944 als leitende biologische Hilfskraft am United States Biological Survey des Landwirtschaftsministeriums der Vereinigten Staaten tätig.
Von 1949 bis 1961 arbeitete sie als biologische Beraterin, Biologin und systematische Zoologin für den United States Fish and Wildlife Service. Während ihrer gesamten Laufbahn war sie an der Smithsonian Institution tätig, wo sie als Kuratorin für die Sammlung nordamerikanischer Säugetiere im National Museum of Natural History fungierte. 1961 ging sie in den Ruhestand.
Schantz war eines der Gründungsmitglieder der American Society of Mammalogists (ASM) und nahm am 3. und 4. April 1919 an der Gründungsversammlung im United States National Museum (dem heutigen National Museum of Natural History) in Washington, D.C. teil. Sie war von 1930 bis 1952 zweiundzwanzig Jahre lang Schatzmeisterin der Organisation und war 1959 die erste Frau, die den Vorsitz des Lokalkomitees für die Jahrestagung der ASM innehatte.
Schantz schrieb 32 Artikel, Notizen, Historien und Nachrufe im Journal of Mammalogy. Ihre frühen Arbeiten veröffentlichte sie unter dem Namen Viola Schantz Snyder. Gemeinsam mit James Arthur Poole verfasste sie einen umfassenden Katalog der Säugetierarten in den Sammlungen des United States National Museum, der 1942 veröffentlicht wurde.
1946 beschrieb sie die Unterart Taxidea taxus jacksoni des Silberdachses.